# Chilaquiles

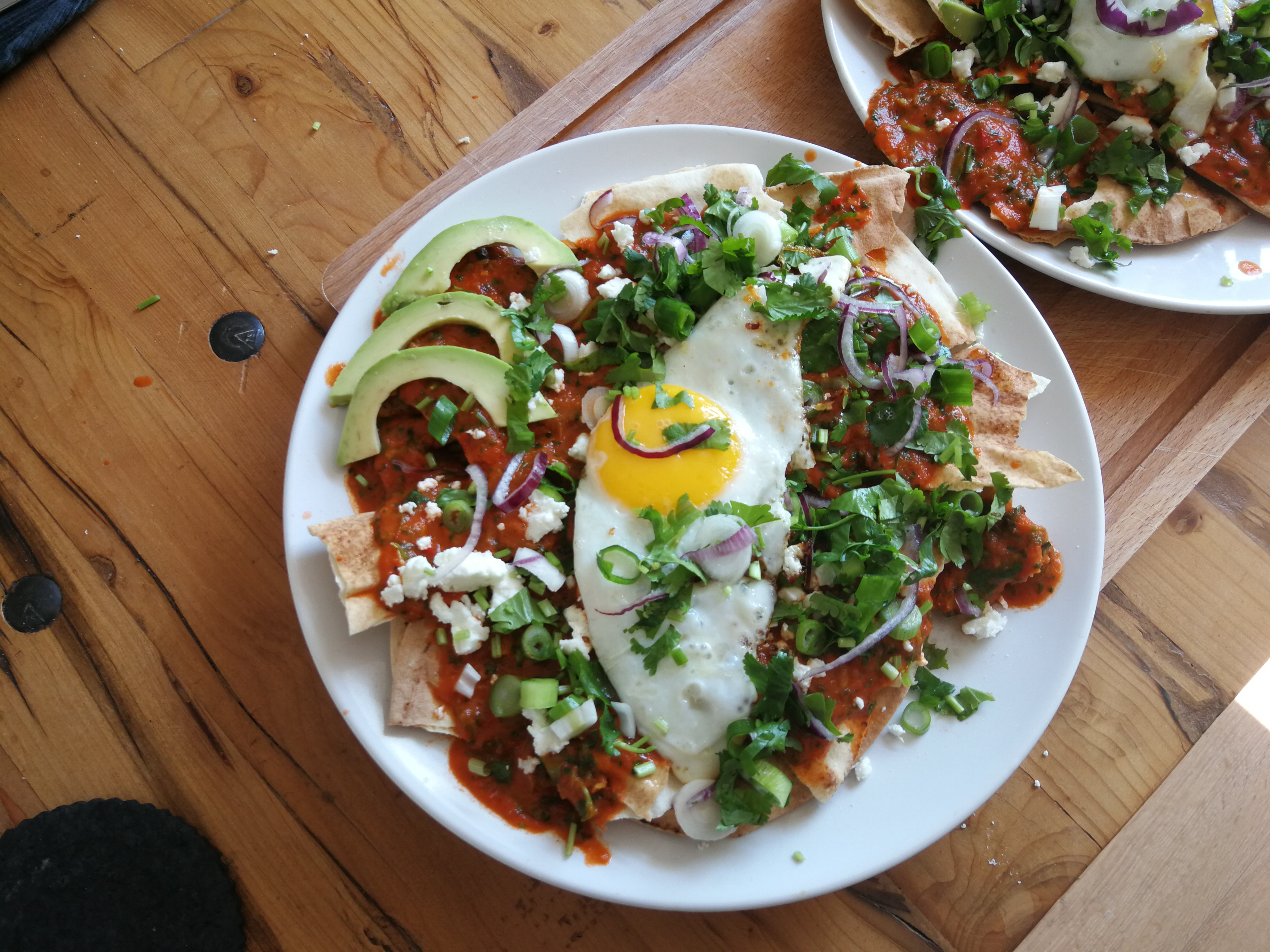
Chilaquiles verdes con pollo

Chilaquiles é um prato típico da culinária mexicana, feito de tortillas partidas em pedaços e fritas, e servidas com molho do tipo salsa mexicana, que pode ser feito com pimentas mais ou menos picantes, verdes ou vermelhas. Por ser uma comida mais leve, frequentemente são comidas no café da manhã ou lanche, muitas vezes como cura para uma ressaca. 
Os chilaquiles são uma forma popular de aproveitar sobras de tortillas e molhos e podem ser servidos com ovos mexidos, carne desfiada, feijão ou queijo.